# جمعية كشافة مالطا
جمعية كشافة مالطا هي الجمعية الوطنية الكشفية في جزيرة مالطا ومعترف بها في المنظمة العالمية للحركة الكشفية . الحركة الكشفية في مالطا بدأت عندما تم تسجيل 1 من مدينة سليما في كشافة في عام 1908 باسم القوات الخارجية الثانية لتكون جزءا من جمعية كشافة المملكة المتحدة. وقد اعترف بها رسميا في وقت لاحق من نفس العام.
تم إنشاء جمعية كشافة مالطا كمنظمة في عام 1913، وكانت مسؤولة عن الإشراف على الأنشطة الكشفية في الجزيرة. ومع ذلك، فإنها لا تزال جزءا من جمعية كشافة المملكة المتحدة كعضو في الإمبراطورية البريطانية حتى عام 1966. واعتبارا من عام 2011، كان هناك 2936 عضوا في الجزيرة.

## روابط خارجية
- جمعية كشافة مالطا